# دهستان ماده کاریز
دهستان ماده کاریز، یکی از دهستان‌های بخش سفیدآبه شهرستان نیمروز در استان سیستان و بلوچستان ایران است. مرکز این دهستان، روستای ماده کاریز است.

## جمعیت
بر پایه سرشماری عمومی نفوس و مسکن در سال ۱۳۹۵، جمعیت دهستان ماده کاریز برابر با ۱٬۱۸۸ نفر بوده است.